# Asparagus aridicola
Asparagus aridicola là một loài thực vật có hoa trong họ Măng tây. Loài này được Sebsebe mô tả khoa học đầu tiên năm 2006.